# استوت ۲۰۴۳۰
سیارک ۲۰۴۳۰ (به انگلیسی: 20430 Stout، نامگذاری:1999AC3) بیست هزار و چهارصد و سی‌امین سیارک کشف شده‌است که در ۱۰ ژانویه ۱۹۹۹ کشف شد.
قدر مطلق سیارک برابر ۱۹٫۵ است.